# Peter Karl Endress
Peter Karl Endress (nascut el 1942) és un botànic suís. Ha fet expedicions botàniques a Alemanya, Suïssa, Estats Units. Està casat amb la naturalista Mary E. Endress.
Es doctorà a la Universitat de Zúric el 1968. Ha estat director de l'Institut de Botànica Sistemàtica i Jardí Botànic de Zuric. Va publicar uns divuit noms de plantes. El 2010 va rebre la Medalla David Fairchild del jardí botànic National Tropical Botanical Garden de les illes de Hawaï.

## Algunes publicacions
- 2004. Structure and Relationships of Basal Relictual Angiosperms.[4]
- 1999. Gynoecium Diversity and Systematics of the Basal Eudicots.[5]
- 1986. «Reproductive Structures and Phylogenetic Significance of Extant Primitive Angiosperms»[6]